# Антоній Вахгольц
Антоній Вахгольц (пол. Antoni Wachholz; 6 лютого 1814, Біла — 18 липня 1873, Краків) — історик, ректор Львівського (1857—1858) і Ягеллонського (1864—1865) університетів., посол-віриліст до Галицького крайового сейму I скликання.

## Життєпис
Після студій у Львівському університеті (1837) працював у школах у Тарнові та Чернівцях. У 1847 році очолив кафедру загальної історії Ягеллонського університету, однак у 1848 році переїхав до Львова, де в університеті став деканом кафедри загальної історії, а у 1857—1858 роках — ректором Львівського університету. 
У 1860 році повернувся до Кракова, проте з причини, що погано розмовляє польською мовою, викладав по-німецьки. У 1864—1865 академічному році призначений на посаду ректора Ягеллонського університету.
Помер 18 липня 1873 року в Кракові, похований на Раковицькому кладовищі (поле ІХ, пд.).

### Сім'я
Дружина — Йоанна Заґурська, син — Леон Вахгольц, був професором Ягеллонського університету.